# 新井あやさ
新井 あやさ（あらい あやさ、1992年〈平成4年〉4月20日 - ）は、日本の女性モデル、レースクイーンである。
兵庫県高砂市出身。愛称は「あーにゃ」。以前は「赤宮 彩咲」（あかみや あやさ）の芸名でoffice aiに所属していた。

## 略歴
2015年、ミス湘南にエントリーしファイナリスト14名の中に残る。その後office aiに所属し、同年10月24日 - 25日のスーパー耐久・鈴鹿サーキット戦に「A&Dレーシングプロジェクト」のRQとしてスポット参加。翌2016年、蛯原メイ、三崎りのと共にスーパー耐久「TEAM G/MOTION“Aile Girls”」として活動。これが本格的なRQデビューとなった。同年にはミス東スポ2017のファイナリストに入ったが、受賞はならなかった。
また、事務所の同僚だった蛯原と共に「MOMO JAPAN」ブースのアンバサダー（コンパニオン）を2016年から2年間担当し、2017年と2018年の東京オートサロンにも参加。2017年のスーパー耐久では「GK angel」としてTEAM G/MOTIONのRQを務めた。
2018年はスーパー耐久「J's RACING DREAM GIRLS」を務める傍ら、「TonerS」として自身初となるSUPER GT300クラスのRQを担当した。
2019年3月末をもってoffice aiを退所。翌2020年に芸名を「新井あやさ」に改め、同年と2021年のSUPER GT「KOSEI-CHAPTER」のレースクイーンを務める。

## 人物
- 小さい頃はダンス（ヒップホップ・チア）を習い、12歳の時にはオリックス・ブルーウェーブの試合でパフォーマンスをした過去を持つ[12]。中学・高校はバドミントン部に在籍[1]。
- 資格として、食物調理技術検定1級、ホームヘルパー2級、普通自動車免許を持っている。
- 趣味はアニメ・声優・アイドル。特に好きなアニメは『テニスの王子様』、好きな有名人は田村ゆかり。憧れのRQは日野礼香[1]。
- 弟がいる。

## レースクイーン歴
| 年度          | カテゴリー   | チーム名                             | 他メンバー                             |
| ------------- | ------------ | ------------------------------------ | -------------------------------------- |
| 2015年        | スーパー耐久 | A＆Dレーシングプロジェクト           | [ 3 ]                                  |
| 2016年        | スーパー耐久 | G/MOTIONレースクイーン「Aile Girls」 | 蛯原メイ、三崎りの                     |
| 2017年        | スーパー耐久 | TEAM G/MOTIONwith KRP「GK angel」    | 蛯原メイ、古藤愛梨、田邊ゆな、七瀬春霞 |
| 2018年        | SUPER GT     | GAINER TonerS                        | 榎本聖奈                               |
| 2018年        | スーパー耐久 | J's RACING DREAM GIRLS               | 美咲絵莉                               |
| 2020年 2021年 | SUPER GT     | GAINER KOSEI-CHAPTER                 | [ 10 ] [ 11 ] [ 動画 2 ]               |

## 出演

### イベント
- 東京モーターサイクルショー「PRIDER's」ブースコンパニオン（2016年）[14]
- LOWRIDER SUPERSHOW 2016 JAPAN(FOE DIVA)(2016年)
- 東京ゲームショウ(IMMEREX)（2016年）
- 東京オートサロン「MOMO JAPAN」ブースコンパニオン（2017年・2018年）[6]
- モーターファンフェスタ2017 (MOMO JAPAN)
- 2017年富士スピードウェイ50周年記念イベント(MOMO JAPAN)
- AnimeJapan2017 バンダイナムコ映像音楽グループブース
- 大阪オートメッセ2018「af imp.」ブースコンパニオン（MOMO JAPANアンバサダーとして）[15]
- 東京オートサロン2019「ELUT/hp」ブースコンパニオン[16]

### ラウンドガール
- MOBSTYLES Presents NO KICK, NO LIFE（2016年3月12日、大田区総合体育館）[17]

### テレビ番組
- サンテレビ「ぷるるんトラベラー」
- TOKYO MX「東京オーディション(仮)」

### 動画
1. ↑  【ミス東スポ2017】PR応援動画 赤宮彩咲 - YouTube（2016年6月7日）2021年9月5日閲覧。
2. ↑  GAINER official channel SUPER GT 2020 GAINER TANAX GT−R 11号車　KOSEI CHAPTER あーにゃこと新井あやさちゃんからのメッセージです。 - YouTube（2020年5月17日）2021年9月5日閲覧。